# St. Francisville (Louisiana)
St. Francisville ist eine Kleinstadt (mit dem Status „Town“) und Verwaltungssitz des West Feliciana Parish im US-amerikanischen Bundesstaat Louisiana. Nach der Volkszählung 2020 lebten dort 1557 Menschen. St. Francisville ist Bestandteil der Metropolregion um die Stadt Baton Rouge.

## Geografie
St. Francisville liegt im Zentrum Louisianas am linken Ufer des Mississippi. Er liegt auf einem schmalen Höhenrücken über der Mündung der Bayou Sara etwa 50 km flussaufwärts von Louisianas Hauptstadt Baton Rouge. 
Das Stadtgebiet erstreckt sich über eine Fläche von 4,7 km².
Gemeinden in der Nähe von St. Francisville sind Jackson (19 km ostnordöstlich), Ethel (28,8 km östlich), Slaughter (26,3 km ostsüdöstlich) und New Roads (26,2 km südsüdwestlich).

## Geschichte
St. Francisville entwickelte sich als Zwillingsstadt von Bayou Sara. Um 1800 wuchs der Ort zu einem bedeutenden Hafenplatz am unteren Mississippi. Neue Siedler kamen, die Baumwolle wurde zum wichtigen Cash Crop in der Gegend. Da Bayou Sara häufig überflutet wurde, errichtete man Handelshäuser auf höherem Grund, etwa in St. Francisville. Der Name könnte auf einen Wanderpriester namens François Lennan oder Franziskus von Assisi zurückgehen. Es gibt die Theorie, dass dort schon früher ein kleines Kapuzinerkloster existierte oder die Mitglieder der Franziskusgemeinde aus Pointe Coupée ihre Toten auf der Anhöhe begruben. Noch unter spanischer Herrschaft in Westflorida legte der amerikanische Siedler John Hunter Johnson den Ort um 1807 an. Er war auch ein Anführer der Westflorida-Rebellion im Jahr 1810, während der St. Francisville Sitz der nur 74 Tage existierenden Republik Westflorida war. Sie wurde von den USA annektiert und später Teil von Louisiana.
Man sagt über die Stadt „two miles long and two yards wide“ („Zwei Meilen lang und zwei Yard breit“, also ca. 3 km lang und 2 m breit).

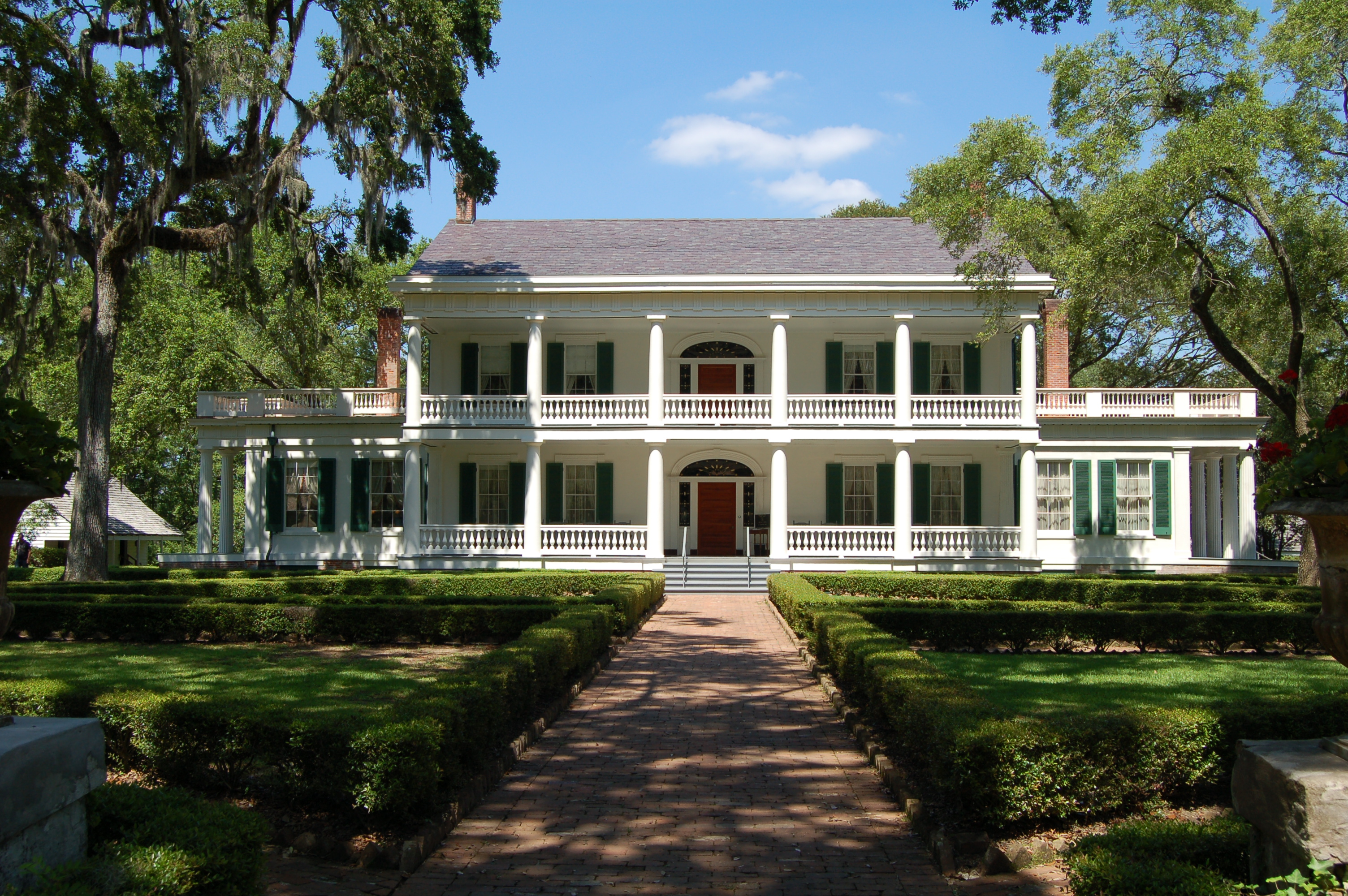
Rosedown Plantation (2005)

In St. Francisville und näherer Umgebung weisen 18 Bauwerke und Stätten einen Eintrag im National Register of Historic Places auf (Stand 29. Juli 2019). Die Rosedown Plantation ist ein Historic District mit dem Status einer National Historic Landmark.

## Verkehr

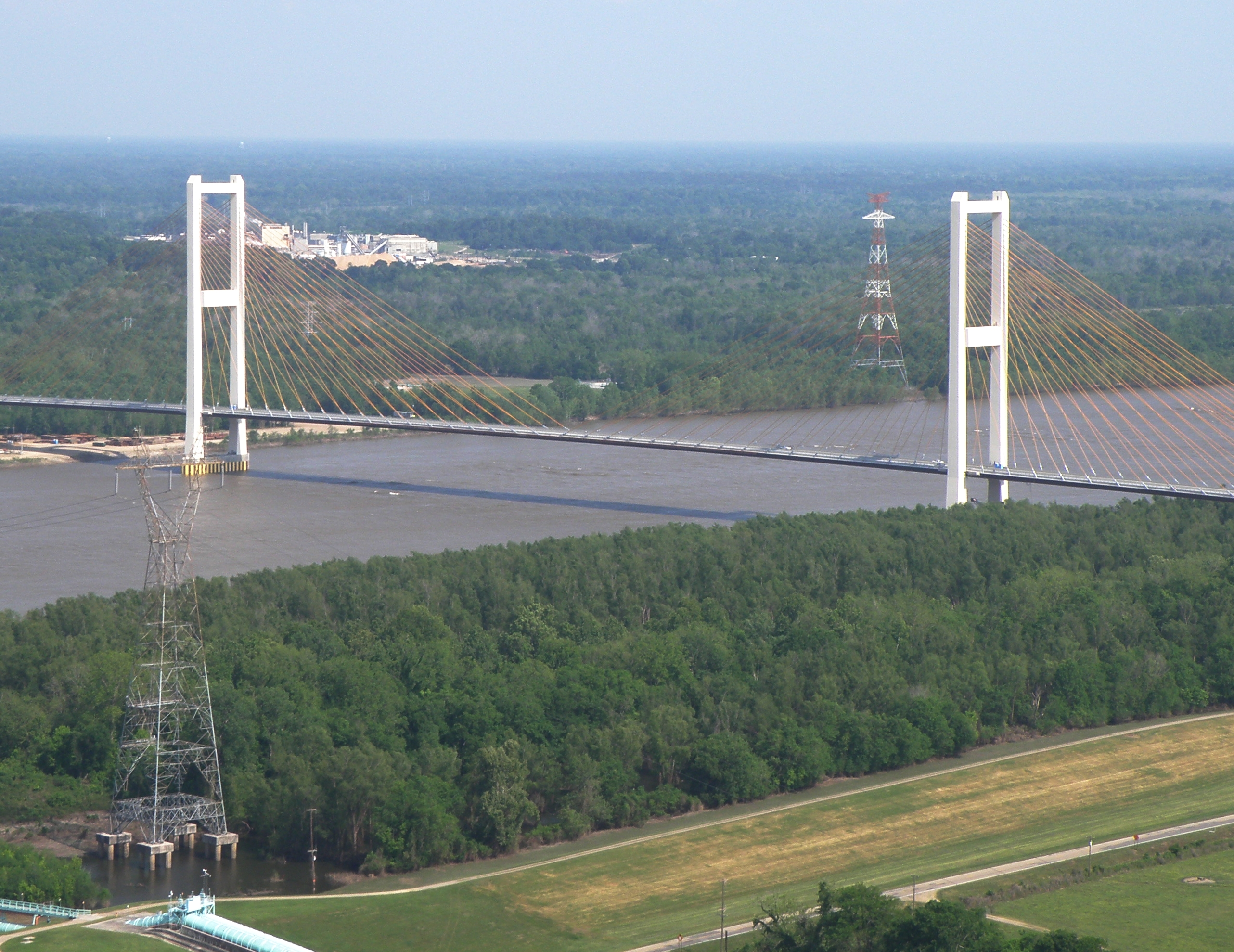
Die Audubon Bridge südlich von St. Francisville

Der U.S. Highway 61 führt in Nordwest-Südost-Richtung als Hauptstraße durch das Stadtgebiet von St. Francisville. Wenige Kilometer südöstlich der Stadt zweigt der Louisiana Highway 10 in westliche Richtung vom US 61 ab und quert wenige Kilometer unterhalb der Stadt über die Audubon Bridge den Mississippi. Alle weiteren Straßen sind untergeordnete Landstraßen, teils unbefestigte Fahrwege sowie innerörtliche Verbindungsstraßen.
Der nächste Flughafen ist der 42 km südsüdöstlich gelegene Baton Rouge Metropolitan Airport.

## Bekannte Bewohner
- John Smith (um 1735–1824) – demokratisch-republikanischer US-Senator von Ohio (1803–1808) – lebte am Ende seines Lebens in St. Francisville
- Thomas Withers Chinn (1791–1852) – Whig-Abgeordneter des US-Repräsentantenhauses (1839–1841) – lebte jahrelang in St. Francisville
- Isaac Johnson (1803–1853) – 12. Gouverneur von Louisiana (1846–1850) – geboren und aufgewachsen in St. Francisville
- Robert C. Wickliffe (1819–1895) – 15. Gouverneur von Louisiana (1856–1860) – lebte jahrelang in St. Francisville
- Joseph P. Newsham (1837–1919) – republikanischer Abgeordneter des US-Repräsentantenhauses (1868–1871) – lebte am Ende seines Lebens in St. Francisville und ist hier beigesetzt
- Ann Cook (1903–1962) – Blues- und Gospelsängerin – geboren und aufgewachsen in St. Francisville
- Lightnin’ Slim (1913–1974) – Bluesmusiker – lebte lange in St. Francisville
- John Rarick (1924–2009) – demokratischer Abgeordneter des US-Repräsentantenhauses (1967–1975) – lebte jahrelang in St. Francisville und ist hier beigesetzt
- Miguel Pate (* 1979) – Weitspringer, wurde in St. Francisville geboren